# Force feedback
Il force feedback (lett. "retroazione della forza") è una tecnologia presente in alcuni dispositivi hardware che permette di opporre una resistenza alla forza impressa dall'utente per il controllo del dispositivo. Da non confondersi con la vibrazione (ad esempio il DualShock), che consiste nel far vibrare il dispositivo per notificare l'utente di un evento, il force feedback oppone una forza contro i movimenti dell'utente, che pertanto non è libero di muovere l'oggetto nello spazio come potrebbe desiderare.
Per esempio, quando si prende in mano un telefono cellulare o il controller (gamepad) di una console, si è in grado di spostare questo dispositivo nello spazio senza alcun vincolo (e.g. sollevarlo dal tavolo, muoverlo avanti o indietro nello spazio). Se invece si prende in mano un joystick o un volante, la libertà di movimento è limitata, perché entrambi hanno un perno, e l'utente può esercitare, di solito, una torsione su quel perno. Il force feedback è quella funzione per cui si è in grado di opporre una resistenza alla torsione dell'utente attorno a quel perno, rendendo di fatto faticoso il movimento di torsione.
Nell'ambito dei dispositivi consumer, la funzione force feedback è infatti usata, per lo più, nella realizzazione di joystick o volanti da guida per videogiochi, così da poter rendere più realistica l'esperienza, proprio perché sono dispositivi dotati di una base fissa che può alloggiare i servomotori che vengono solitamente usati per realizzare il force feedback.